# Przecławka
Przecławka – wieś w Polsce położona w województwie świętokrzyskim, w powiecie pińczowskim, w gminie Michałów.
| SIMC    | Nazwa      | Rodzaj    |
| ------- | ---------- | --------- |
| 0250659 | Kowel      | część wsi |
| 0250665 | Pod Stawem | część wsi |
| 0250671 | Pozory     | część wsi |
| 0250688 | Ulica      | część wsi |

## Historia
W XIX w. Przecławka stanowiła własność Franciszka Wincentego Mazaraki, a po jego śmierci w 1896 jego najmłodszego syna Augusta Romualda Mazaraki. We wsi w 1941 urodził się gen. Franciszek Puchała. 
W latach 1975–1998 miejscowość administracyjnie należała do województwa kieleckiego.